# Special (filme)
Special é um filme estado-unidense do gênero drama, escrito e dirigido por Hal Haberman e Jeremy Passmore. O filme obteve uma recepção majoritariamente positiva no Rotten Tomatoes, com 55% dos críticos prestando uma crítica positiva, e uma média ponderada de 5,6, numa escala de zero a dez.